# Compases para preguntas ensimismadas
Compases para preguntas ensimismadas är en komposition för viola, stråkar, träblåssextett och slagverk av den tyske kompositören Hans Werner Henze. 
Den skrevs 1969–70. Titeln är hämtad från några rader på spanska av den chilenska poeten Gastón Salvatore, vilka bokstavligen betyder meter för frågor absorberade i självbetraktelse. Violastämman är verkets monologliknande centrum, på sätt och vis parallellt med Alban Bergs violinkonsert, som enligt vissa recensenter tycks referera direkt till.
Den beställdes av Paul Sacher för den japanske violaspelaren Hirofumi Fukai, som uruppförde verket i Basel den 11 februari 1971 och därefter spelade in den under kompositörens ledning.